# Esbeek

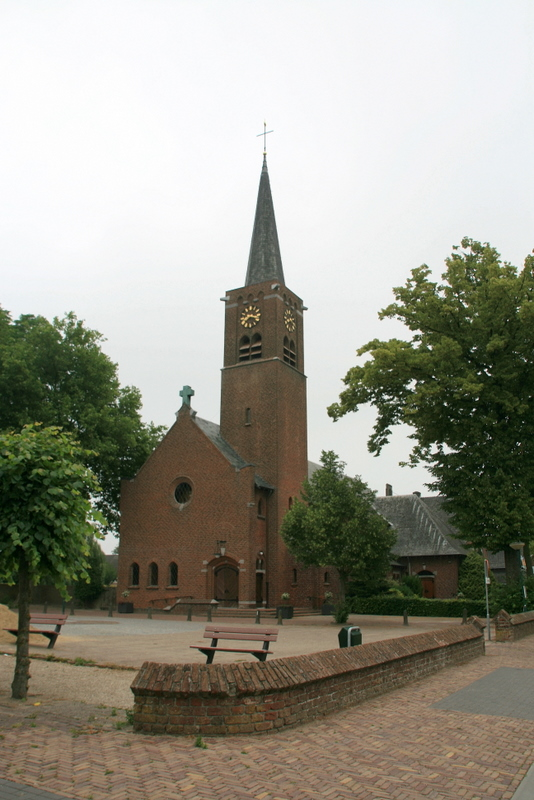
Sint-Adrianuskerk

Esbeek is een dorp  in de Nederlandse provincie Noord-Brabant, gelegen in de regio Kempen en behoort tot de gemeente Hilvarenbeek. Het dorp heeft 1.295 inwoners.
Het dorp is ontstaan uit een kransakkerdorp, waarvan ook tegenwoordig de structuur nog goed te herkennen is. Naast Esbeek omvat het de buurtschappen Groenstraat en Hoogeind. De akker is gelegen op de westelijke oever van het Spruitenstroompje, een beek die vijf kilometer ten noorden van Diessen in de Reusel uitmondt.
Pas in 1889 werd Esbeek een eigen parochie en ontstond er rondom de in 1890 ingewijde kerk een kleine dorpskern. Ook kwam er omstreeks deze tijd een stoomtram die van Tilburg naar Poppel reed. De Oude Trambaan, een brede dreef die de bossen van de Rovertsche Heide en Landgoed de Utrecht scheidt, getuigt hier nog van. Voorts kwam er bedrijvigheid in de vorm van een steenfabriek. De plaatselijke baksteenindustrie werd omstreeks 1900 begonnen door de familie Zeebregts, een geslacht van metselaars en aannemers. Vanaf 1923 kwam er een steenfabriek die op grotere schaal werkte. Deze werd de grootste werkgever van Esbeek. In 1994 werd er nog in geïnvesteerd, maar in 2008 kwam het bericht dat de fabriek, die inmiddels tot het Wienerbergerconcern behoorde, ging sluiten, omdat het concern haar productie op een kleiner aantal locaties ging concentreren. De zestien werknemers werden ontslagen of moesten verhuizen.
Naast de steenfabriek was ook het Landgoed de Utrecht, een ontginningsproject dat in 1898 startte, met onder meer ontginningsboerderijen, een belangrijke werkgever. Ook de Oranjebond van Orde was actief in de omgeving van Esbeek.
Ondertussen kreeg Esbeek vanaf 1980 een eerste nieuwbouwwijk, en een bedrijventerrein, "De Mierbeek" geheten.

## Geschiedenis
De geschiedenis van Esbeek staat uitgebreid beschreven in het boek ‘Esbeek niet van gisteren’, een uitgave van Werkgroep Heemkunde Esbeek. De oudste sporen van menselijke aanwezigheid zijn enkele vuurstenen voorwerpen uit het Mesolithicum, gevonden in de buurt van de Appelberg vlakbij Tulder. Een vuurstenen bijl, daterend uit het Neolithicum, werd gevonden op een akker nabij de Oude Trambaan. Sporen in de grond verraden dat hier waarschijnlijk een nederzetting is geweest. De opgegraven bronzen voorwerpen bewijzen dat ook in de Bronstijd dit gebied bewoond is geweest.
Een aantal kleine verhoginkjes in de buurt van camping Spaendershorst zouden overblijfselen van grafheuvels kunnen zijn. Tijdens het archeologisch voor-onderzoek, voorafgaande aan de geplande ruilverkaveling in de jaren 80 van de vorige eeuw, werden Romeinse scherven gevonden benevens materiaal uit de Middeleeuwen.
Aangenomen mag worden dat Esbeek en omgeving al duizenden jaren door mensen werd bezocht en bewoond. De oude nederzettingen zullen ongetwijfeld gelegen hebben tussen de beekdalen, waar voldoende stromend water aanwezig was om te drinken en om in te vissen. Het bos op de hogere delen leverde brandhout. De schapen werden gehouden voor de wol en het vlees. Van de huiden werd leer gemaakt. Door de schapen te weiden op de heide werden zaailingen voorkomen en bleef er voldoende bloeiende heide voor de honing. De heide werd gemaaid en in potstal vermengd met mest waarmee de kleine akkertjes werden bemest. Het potstalsysteem zou ook in Esbeek tot het eind van de 19e eeuw standhouden.
Het gehucht Esbeek bestond in die tijd uit 15 kleine, afgelegen buurtschappen, zoals Dun, Broeksie en Mostaard, met een overwegend arme boerenbevolking, omringd door uitgestrekte heidevelden zoals de Aalstheide, de Roovertse heide, de Lange Grachtse heide e.a. De verbinding met de omliggende plaatsen bestond slechts uit zandwegen, die ’s winters veranderden in modderpoelen.
Eind 19e en begin 20e eeuw vonden er grote veranderingen plaats in Esbeek. 
Door de uitvinding van de kunstmest was de heide niet meer nodig voor het maken van mest in de potstal. Dankzij kunstmest kon men de heide gaan ontginnen. Levensverzekeringsmaatschappij ‘De Utrecht’ kocht 2500 ha heide van de gemeente Hoog en Lage Mierde en de gemeente Hilvarenbeek. 1375 ha werd bebost met productiehout, 200 ha bleef gereserveerd als natuurreservaat, de rest werd ontgonnen tot landbouwgebied. Hierdoor ontstond extra werkgelegenheid. De lokale boeren werkten volgens de ontginners op ouderwetse en daardoor onproductieve wijze. De Rotterdamse kunstenaar Andreas Schotel, die veel zomers doorbracht in Esbeek, heeft deze manier van werken in prachtige etsen heeft vastgelegd, die te zien zijn in het Andreas Schotel museum. De verzekeringsmaatschappij trok landbouwers van elders aan, veelal Zeeuwen van protestantsen huize, die desondanks snel hun plek vonden in de Esbeekse gemeenschap.
Door de import van goedkope schapenwol uit Australië werd het houden schapen minder winstgevend. Het aantal schapen verminderde drastisch en de boeren begonnen met het ontginnen van kleine stukjes heide.
Met de komst van bouwpastoor Leonardus Jurgens in 1888, die de bouw van de kerk realiseerde, werd Esbeek een zelfstandige parochie met rond de kerk een zich snel ontwikkelende dorpskern. Jurgens haalde stevig de bezem door het gedrag van de Esbeekse parochianen die niet functioneerden volgens zijn normen. Vooral het overmatige alcoholgebruik bij het dansen en zingen in de herbergen, het uitbundig kermisvieren, het ‘losschieten’ van trouwlustige stellen, de braspartijen na schietwedstrijden waren hem een doorn in het oog. Hij richtte broederschappen op tegen godslasteringen en ter bestrijding van drankmisbruik. Hij verzorgde persoonlijk catechismuslessen op de Openbare school. Zijn opvolger, pastoor Van Dijk, richtte in 1901 de broederschap van de H. Cornelis op waarna Esbeek een druk bezocht bedevaartsoord werd.
Ook de aanleg van de tramlijn van Tilburg via Goirle en Hilvarenbeek naar Esbeek en vervolgens naar de Belgische grens (1907 – 1935) – de Oude Trambaan herinnert hier nog aan – droeg bij aan de veranderingen.
Gedurende de Eerste Wereldoorlog kreeg Esbeek te maken met een grote stroom vluchtelingen uit België die waar mogelijk werden opgevangen. Een klein aantal keerde na de oorlog niet terug naar hun land van herkomst.
Esbeek groeide en bloeide. Er kwamen cafés, kruidenierswinkels, een bakker, smederij, aannemer, loodgieter, houthandel, boerenbond, werktuigencoöperatie e.a. Sportverenigingen werden opgericht. Het inwonertal groeide zo snel dat de kerk te klein werd. In 1937 was de bouw van een nieuwe, grotere kerk voltooid.
Eind 20e viel ook Esbeek ten prooi aan ontkerkelijking en, na jaren van leegstand, is de kerk vanaf 2019 in gebruik als kinderopvang en basisschool. Ook de middenstand maakte een krimp, agrarische bedrijven saneerden. Dankzij “Coöperatie Esbeek” kon Gasterij Schuttershof voor het dorp behouden blijven als dorpscafé, ontmoetingscentrum en museum. Nieuwe woonwijken met starterswoningen zorgen ervoor dat jongeren in het dorp blijven wonen. En bedrijventerrein Mierbeek biedt voldoende werkgelegenheid.
(Bron: ‘Esbeek niet van gisteren’, een uitgave van Werkgroep Heemkunde Esbeek)

## Naam
Oudere vermeldingen
1396 kopie Esbeke, 1542 Esbeeck, 1566 Esbeek.
Naamsverklaring
Wel verklaard als een samenstelling van beek 'natuurlijke waterloop' en de boomnaam es (Fraxinus excelsior), maar de verwachte oude varianten met esch- ontbreken. De Duitse plaatsnamen Asbach (1183 Asbach) en Esbeck (1036 kopie 12e eeuw Asbiki) worden echter ook geduid als samenstellingen met de boomnaam es. Van der Aa (1) vermeldt: "Het ontleent zijnen naam van den loop in de gedaante eener S, waarmede dit beekje het geh. Esbeek doorsnijdt."
(Bron: Nederlandse plaatsnamen verklaard, van Berkel, Gerald, and Samplonius Kees , (2018))

## Esbeek nu
Esbeek heeft in 2006 een dorpscoöperatie opgericht, genaamd Coöperatie Esbeek. Het grootste deel van de inwoners en instanties in Esbeek is lid van deze coöperatieve vereniging. Het hoofddoel van de dorpscoöperatie is dat Esbeek een actief en aantrekkelijk dorp blijft om te wonen, werken en recreëren. Vanuit de coöperatie worden initiatieven van leden en/of van het bestuur die het dorp op ruimtelijk, economisch of maatschappelijk terrein verduurzamen ondersteund en gerealiseerd. Doordat de initiatieven van de inwoners van het dorp zelf komen is de motivatie en betrokkenheid bij projecten groot.
In 2007 kocht Coöperatie Esbeek café Schuttershof, het laatste café in de dorpskern, om het te behouden en versterken als centraal ontmoetingspunt van het dorp. De financiering werd mogelijk gemaakt door de uitgifte van certificaten (aandelen) aan leden van de coöperatie.
In 2019 heeft Esbeek de Nederlandse Dorpsvernieuwingsprijs van de Vereniging van Kleine Kernen gewonnen vanwege alle inspanningen om het dorp ook voor toekomst attractief en leefbaar te houden. Om de jury de overtuigen werd er een (rap)film gemaakt die laat zien hoe Esbeek zich heeft voorbereid op de toekomst.

## Bezienswaardigheden

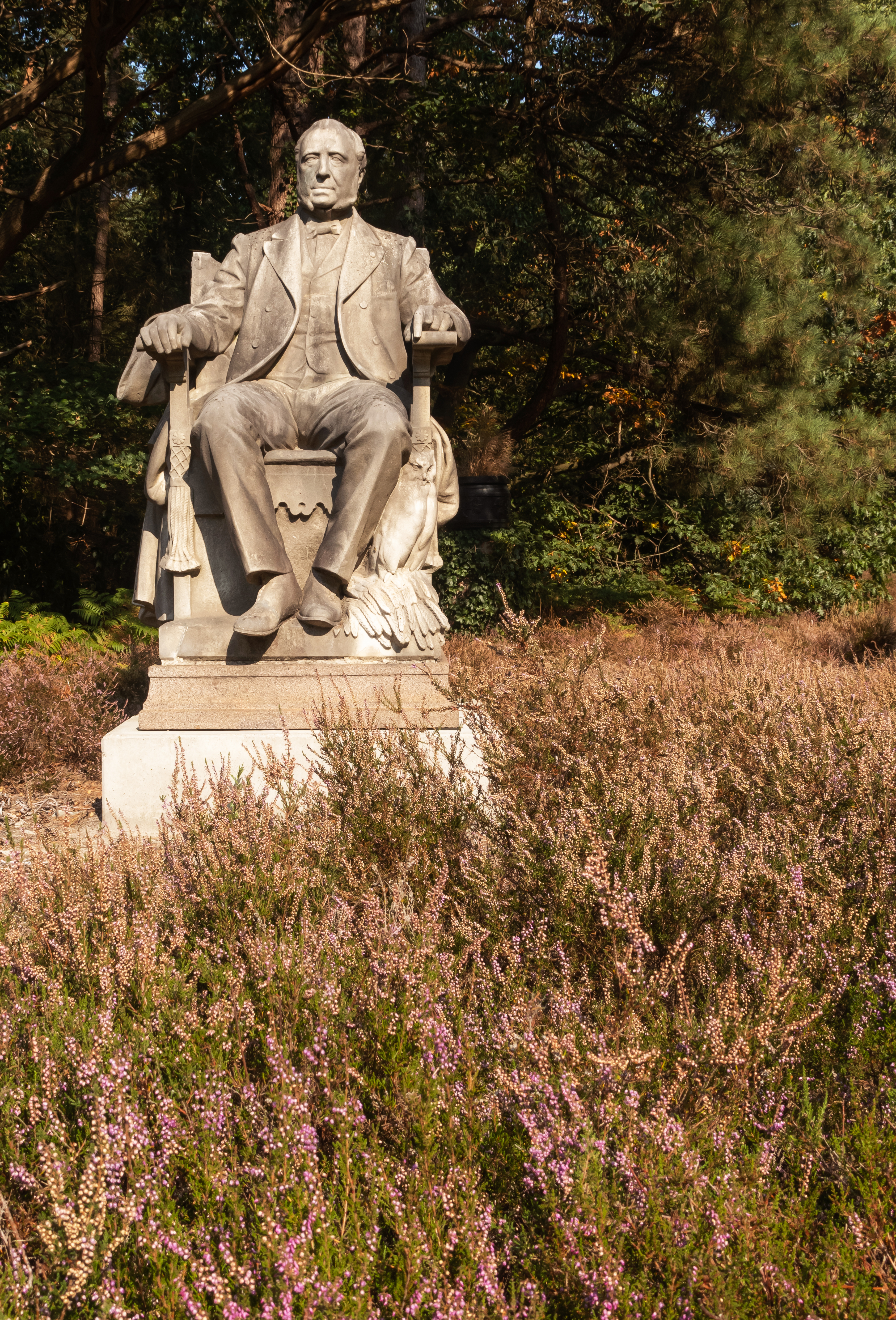
Esbeek, standbeeld van baron Edward Remy in de tuin van Huize Rustoord

- De Sint-Adrianuskerk werd gebouwd naar een ontwerp van de Osse architect H.R. Hendriks en werd ingewijd in 1890. Daartoe werd in 1889 de parochie Esbeek afgesplitst van die van Hilvarenbeek. In de kerk bevindt zich een gepolychromeerd houten beeld van de Heilige Cornelius. Dit is gerestaureerd in 1984.
- In 1937 werd bij de kerk een buitenkapel gebouwd door architect Jakobus van Buijtenen in de traditionele baksteenstijl zoals gepropageerd door Alexander Kropholler. De kerk bezit sinds 1900 een reliek van Cornelius. In de kapel bevindt zich een kleiner Corneliusbeeld dat uit 1957 stamt. De kerk werd in 2013 voor de erediensten gesloten. In 2018 werd in de kerk de basisschool 'De Wingerd' gevestigd, inclusief de buitenschoolse opvang en de peuterspeelzaal. De verbouwing van de kerk kwam gereed in januari 2019 en de school werd na de kerstvakantie in gebruik genomen onder de naam 'Torenlei'. Het gebouw geldt nu als een zeer geslaagd voorbeeld van hergebruik van een kerk, die voor de eredienst gesloten werd.
- De Pastorie.
- Andreas Schotelmuseum, met werk van etser Andreas Schotel en andere etsers.
- Beeldenroute door de omgeving van Esbeek, met tal van beelden die aan het werk van Schotel refereren.
- D'n Flaestoren, een 25 meter hoge uitkijktoren, gemaakt van boomstammen en stalen buizen, uitkijkend over Landgoed de Utrecht, het natuurgebied de Flaes en het Goorven.

## Natuur en landschap
Esbeek ligt op aan de rand van een akkercomplex nabij het Spruitenstroompje. Ten zuiden van het dorp stroomt vanuit Landgoed de Utrecht de Hoogeindse Beek, via enkele vennen zoals de Broekeling, naar het noordoosten om bij Groenstraat in het Spruitenstroompje uit te komen.
Niet alleen Landgoed de Utrecht, dat ten zuiden van Esbeek is gelegen, maar ook de Rovertsche Heide, ten westen van Esbeek, zijn uitgestrekte bos- en natuurgebieden.

## Sport en verenigingsleven
Sinds 1946 is SV Tuldania de voetbalclub van Esbeek. De club met oranje-zwart als clubkleuren heeft sportpark Den Hondsbosch, gelegen aan de rand van het dorp, als thuishaven. Naast de voetbalvelden van SV Tuldania zijn op dit sportpark ook de tennisvelden van TCE, de korfbalvelden van DKV Tuldania en een gymzaal aanwezig.
Esbeek heeft ook een handboogschutterij: Handboogvereniging Oefening en Uitspanning 1878.
Het dorp bestaat uit een hechte gemeenschap en een zeer actief verenigingsleven. In 2007 is door de bewoners gezamenlijk het dorpscafé overgenomen en zo gezamenlijk eigendom geworden, om te voorkomen dat de kroeg definitief zou sluiten. Dit was mogelijk door ongeveer 500 bewoners die geld in de aandelen van het café hebben gestoken, subsidie en een lening tegen gunstige voorwaarden van de lokale bank.
Sinds 2001 heeft Esbeek zijn eigen golfbaan, Golfclub Midden-Brabant.
Esbeek kent een eigen geloofsgemeenschap onder de naam van St. Adrianus. Deze geloofsgemeenschap ontstond in 2015, toen de dorpskerk door het bisdom 's Hertogenbosch gesloten werd voor de rooms-katholieke eredienst. De samenkomsten vinden op de meeste zondagen plaats in het plaatselijke dorpshuis, het vroegere café Schuttershof, dat door de dorpsbewoners, verenigd in een stichting, is gekocht.

## Carnaval
Tijdens carnaval heet Esbeek een week lang "Het Haaikneuterrijk".

## Nabijgelegen kernen
Hilvarenbeek, Poppel, Lage Mierde, Baarschot, Diessen,
Goirle, Riel,